# Conops concolor
Conops concolor är en tvåvingeart som beskrevs av Enrico Adelelmo Brunetti 1925. Conops concolor ingår i släktet Conops och familjen stekelflugor.
Artens utbredningsområde är Malawi. Inga underarter finns listade i Catalogue of Life.